# 幸子女王
幸子女王（延寶8年9月23日（1680年11月14日） - 享保5年2月10日（1720年3月18日））為日本江戶時代的皇族。東山天皇的中宮。女院院號為承秋門院（しょうしゅうもんいん）。幼名英宮。

## 系譜
有栖川宮幸仁親王的第一王女。異母弟有栖川宮正仁親王。

## 生平
元祿10年（1697年）進入東山天皇的後宮，成為女御。元祿13年（1700年），生下了東山天皇的第一皇女秋子內親王（之後嫁為伏見宮貞建親王之王妃）。寶永4年（1707年）得到准三后宣下，翌年（1708年）升為中宮。
寶永6年（1709年）6月，東山天皇禪位於中御門天皇。同年12月，成為上皇的東山天皇崩御。翌年（1710年）3月，幸子女王以東山上皇遺孀的身分得到了女院的地位。
享保5年2月10日（1720年3月18日）承秋門院幸子女王崩御。享年41。葬於京都府京都市東山區的月輪陵。